# 김일두 (법조인)
김일두(金一斗, 1923년 9월 28일 ~ 2013년 5월 28일)은 대검찰청 차장검사를 역임한 법조인이다. 부인 최지엽과 사이에 아들이 4명(두원실업 대표 김상수, 대한정밀 대표 김상영, 자영업을 하는 김상국)이 있다.

## 생애
1923년 9월 28일 경상남도 남해군에서 태어나 고려대학교 법학과를 졸업한 1948년 제2회 조선변호사시험에서 합격했다. 
1950년 대전지방검찰청 검사에 임용되어 대전지방검찰청, 대구지방검찰청, 부산지방검찰청, 서울지방검찰청 등에서 재직하였다.
부산지방검찰청 차장검사로 있던 1962년 9월 14일부터 "시내에서 소환을 받은 증인에게도 일당 100원을 지급한다"고 밝히면서 "증인의 인권을 존중하는 반면 올바른 증언을 얻기 위한 것이다. 이전에는 시외에서 소환된 증인에게만 일당과 여비를 지급했다"고 했다.
1964년 10월 20일 인혁당 사건으로 인해 항명 파문이 생기면서 서울지방검찰청에 차장검사 2명을 두는 새로운 정원령이 마련되어 김일두는 서울지방검찰청 차장검사로 인사 이동되었다. 이후부터 차장검사가 각 부를 지휘하게 되었다.
1965년 유옥우 집 연쇄폭파사건을 수사 능력을 인정받았던 김일두는 서울지방검찰청 검사장으로 있을 때 발생한 영부인 육영수 저격 사건에서 수사본부장을 맡아 수사를 직접 지휘하기도 했으며 이때 능력을 인정받아 2년 6개월이라는 비교적 오랜 기간 지검장 직을 유지할 수 있었다. 서울지방검찰청 검사장이 되면서 청소년 범죄자 가운데 가정이 있는 자로서 죄질이 약하거나 초범인 경우에 부모의 각서를 받고 기소유예 또는 훈방 처분을 확대하는 조치를 취하였으며 육영수 여사 저격 사건 과 관련하여 훗날 변호사 개업한 이후에 "범인인 문세광은 검거 초기 `전투하여 승리한다`는 북한식 문구를 사용하며 범행을 부인했지만 사형 전에는 `육영수 여사에게 사죄를 바란다`는 말을 남겼다"고 전했다. 
대검찰청 차장검사에서 물러나면서 27년간의 검사 생활을 마치고 1981년 극동빌딩에 변호사 사무실을 개업했던 김일두는 1만 5천회 무료 변론을 하면서 난, 수석 뿐만 아니라 한국 8mm 사진동인회 회장을 맡을 정도로 소형 영화촬영에서도 취미를 가졌으며 1970년 4월 28일에 문인협회 수필분과 이사를 맡은 자신처럼 문학을 좋아하는 판사, 검사, 변호사 19명(회장 이항녕, 간사 한승헌 회원 백종무 김준수 이범렬 나석호 박천식 홍성우 가재환 김일두 이동봉 김용환 박찬종 백두현 황산덕 홍현욱 박승서 권순영 이병용)이 모여 법조 문우회를 만들었던 김일두는 1970년 6월에 20년 법관 생활동안 법의 세계에서 보고 느낀 얘기들을 신문, 잡지 등을 통해 발표한 '청탁과 답술' '감방 벽서' '도장 인생' '내직업의 변' 등의 수필을 묶은 수필집 《알몸 인간》을 출판하고 1983년 9월에는 《낙조는 불탄다》라는 저서 출판 기념회를 가졌다. 2009년에 문학박사 학위를 취득했던 김일두는 2010년 7월에 88수를 맞아 제1부에는 일반수필 55개, 제2부는 수사 등 형사관련 수필과 제3부는 가족관계 수필이 33개로 총 88개의 수필이 수록된 수필선집 《人生은남기고가야 Ⅰ·Ⅱ》(비매품)를 발간하여 그동안 신세진 분들에게 배포하였다.
경향신문이 "교정행정이 쇄신되어야 한다"고 하면서 특집으로 기획한 1988년 10월에 김일두는 "대만의 타이페이 감옥 등에 비해 우리나라의 교도소 시설은 죄수들에게는 과분할 정도로 좋은 편"이라며 "미국의 재소자들이 교도소 안에서 담배를 피울 수 있도록 허락을 받고 있으나 반드시 그런 것이 바람직한 것은 아니다"고 하면서 "교도소 시설은 권오병 법무부 장관 당시인 1967년 벌과금,몰수금 수입 등을 교도소 시설 관리에 쓰도록 한 사법시설조성법이 시행되면서 크게 좋아졌다"고 했다.
1965년 4월 이란 테헤란에서 세계인권선언 20주년을 기념하여 개최된 국제인권대회에 파견되기도 했던 김일두는 1990년 4월 23에 재일 한국인 처우개선을 위한 제언에 서명했다.
법률 서비스에서 소외받은 사람들의 인권 옹호에 힘쓴 공로를 인정받아 2000년 제52회 세계인권선언기념일에 국민훈장 무궁화장을 받았다.

## 사건
- 1961년 3월 4일에 시의원 선거 투표일날 투표소 종사원을 폭행한 김상돈 대구 시의원을 지방자치법 위반으로 불구속기소했다.[17]
- 1961년 3월 17일에 운전과실로 수장시킨 버스 운전사에 대해 금고 4년을 구형하였으나 금고 2년이 선고되었다.[18]
- 1961년 4월 19일 대구시내 모처에서 간첩 혐의로 체포된 홍종각이 4월 21일 유치장에서 극약을 먹고 자살한 시체를 김일두 부장검사 지휘하에 해부했다.[19]
- 남편과 같이 자살을 기도하고 수면제를 나눠 먹었으나 남편만 죽은 사건에서 김일두 검사는 자살방조 혐의로 징역3년을 구형했으나 "증거가 없다"는 이유로 무죄를 선고했다.[20]
- 피의자들을 고문한 사실로 인해 서부산경찰서 소속 형사 2명을 김일두 검사가  파면했으나 파면된 사람이 제출한 탄원서 내용으로 무고죄로 처벌[21]
- 서울지검 수원지청 김은수 검사의 변사 사건을 수사지휘한 김일두 서울지검 차장검사는 가족의 요청과 죽은 검사의 명예를 위해서 사인이 위계에 의한 살인 여부를 가리기 위해 수도의대 부속병원에서 시체를 해부하여[22] 독살에 의한 사망으로 결론을 내리고 수사 종결했다.[23]
- 대검찰청 검사로 있으면서 전국무인허가특별단속반 반장을 맡아 1969년 3월 30일 기준으로  10530명을 검거하여 155명을 구속한 가운데 6746명을 기소하였다. (공판 361명 약식기소 6385명 기소중지, 기소유예 또는 무혐의 등 768명으로 불기소처분하였다.)[24]

## 경력
- 1950년 대전지방검찰청 검사
- 1960년 대구지방검찰청 검사
- 1960년 9월 26일 대구지방검찰청 부장검사
- 1962년 4월 11일 부산지방검찰청 차장검사
- 1964년 10월 25일 서울지방검찰청 차장검사[25]
- 1965년 4월 이란 국제인권대회 한국 대표
- 1966년 법무부 검찰국장
- 1968년 6월 1일 ~ 1968년 12월 1일 제16대 대전지방검찰청 검사장
- 1969년 대검찰청 검사
- 1970년 4월 28일 법조 문우회 창립
- 한국문인협회 수필분과 이사[26]
- 1970년 11월 ~ 1970년 11월 25일 서울 코스모스백화점 김일두 수석전[27]
- 1971년 8월 24일 ~ 1973년 4월 5일 법무부 교정국장
- 1973년 4월 6일 ~ 1975년 9월 30일 제18대 서울지방검찰청 검사장
- 1975년 10월 1일 ~ 1977년 2월 16일 광주고등검찰청 검사장
- 1977년 2월 15일 ~ 1980년 7월 10일 대검찰청 차장검사
- 한국 8mm 사진동인회 회장
- 아시아ㆍ태평양변호사회 한국회장
- 고려대학교 교우회 회장

## 저서
- 1970년 6월《알몸 인간》(신문, 잡지 등을 통해 발표한 수필집, 광명출판사)
- 《구름을 헤치고》
- 《세계가 부르짖는 인권》
- 1983년 《낙조는 불탄다》
- 《인생 끝날까지는》
- 2009년 《韓國寺刹의 扁額에 관한 硏究 : 作家別 中心으로》
- 2010년  수필선집 《人生은남기고가야 Ⅰ·Ⅱ》(비매품)

## 수훈
- 1970년 12월 5일 황조근정훈장[28]
- 1980년 녹조근정훈장
- 2000년 국민훈장 무궁화장